# أحمد سعيد عبد الغني
أحمد سعيد عبد الغني (مواليد 10 يناير 1976) هو ممثل مصري.

## نشأته
نشأ في عائلة فنية، فوالده الفنان سعيد عبد الغني وخالته الفنانة زهرة العلا. اشترك في العديد من الأعمال وتمتع بتميز أداءه في أداور الشر.

## مسيرته
بداً أعماله بمسلسل أم كلثوم مع الفنانة صابرين، وقام بدور طلعت المغازي في مسلسل سوق العصر. كما شارك في مسلسل عباس الأبيض في اليوم الأسود مع الفنان يحيى الفخراني بدور بيبرس الابن الضال. ولعب دور الشاب اللعوب في مسلسل الحقيقة والسراب.

## أعماله

### سينما
| الفيلم           | الشخصية     | اشترك معه                              | العام |
| ---------------- | ----------- | -------------------------------------- | ----- |
| 8%               | والد يوسف   | أوكا - أورتيجا - شحتة كاريكا - مي كساب | 2013  |
| أزمة شرف         | مدحت        | أحمد فهمي - غادة عبد الرازق            | 2009  |
| المش مهندس حسن   | رياض        | محمد رجب - رجاء الجداوي                | 2008  |
| جوبا             | رشيد        | مصطفى شعبان - داليا البحيري            | 2007  |
| حين ميسرة        | الضابط علاء | عمرو سعد - سمية الخشاب                 | 2007  |
| خارج على القانون | الضابط رشاد | كريم عبد العزيز - حسن حسني             | 2007  |
| كشف حساب         | رؤوف الصايغ | خالد أبو النجا - نور                   | 2007  |
| مطب صناعي        | حسام        | أحمد حلمي - عزت أبو عوف                | 2007  |
| كود 36           | الضابط فتحى | مصطفي شعبان - مايا نصري                | 2006  |
| كامل الأوصاف     | منصور       | عامر منيب - حلا شيحة                   | 2006  |
| مندور وعزيزة     | الضابط      | صلاح عبد الله - سعاد نصر               | 2004  |
| رحلة حب          | حاتم        | محمد فؤاد - مي عز الدين                | 2001  |

### تليفزيون
| المسلسل                     | الشخصية                 | أشترك معه                                                             | العام                      |
| --------------------------- | ----------------------- | --------------------------------------------------------------------- | -------------------------- |
| ضد مجهول                    | عصام                    | غادة عبد الرازق - روجينا                                              | 2018                       |
| كفر دلهاب                   | تاج الدين ابن شيخ الغفر | يوسف الشريف - محمد رياض                                               | 2017                       |
| القيصر                      | الضابط علي عبد الغني    | يوسف الشريف - خالد زكي                                                | 2016                       |
| سلسال الدم                  | حمدان                   | عبلة كامل - رياض الخولي - علا غانم                                    | 2014 ج1 . 2015 ج2 .2016 ج3 |
| أسرار                       | الضابط حسام             | نادية الجندي-عزت أبو عوف                                              | 2015                       |
| أفراح إبليس                 | كمال                    | جمال سليمان - عبلة كامل                                               | 2009                       |
| بنت من الزمن ده             | سامح                    | داليا البحيري                                                         | 2008                       |
| عمارة يعقوبيان              | فوزي                    | صلاح السعدني                                                          | 2007                       |
| نقطة نظام                   |                         | صلاح السعدني                                                          | 2007                       |
| المنادي                     | محمود                   | أحمد بدير                                                             | 2006                       |
| بنت بنوت                    | شريف                    | مي عز الدين -حسن حسني                                                 | 2006                       |
| مواطن بدرجة وزير            | سامح                    | حسين فهمي                                                             | 2006                       |
| مباراة زوجية                | شريف                    | أحمد راتب                                                             | 2006                       |
| الرقص مع الزهور             | سامي                    | أحمد زاهر                                                             | 2005                       |
| قاسم أمين                   | حسن                     | كمال أبو رية                                                          | 2005                       |
| أحلام هند الخشاب            | سيد                     | بوسي                                                                  | 2005                       |
| القاهرة منفلوط والعكس       | صلاح                    | ماجدة زكي - أحمد بدير                                                 | 2005                       |
| عباس الأبيض في اليوم الأسود | بيبرس                   | يحيى الفخراني - عزت أبو عوف                                           | 2004                       |
| عفاريت السيالة              | طلعت                    | أحمد الفيشاوي                                                         | 2004                       |
| أولاد الأكابر               | شاكر                    | حسين فهمي                                                             | 2004                       |
| أمانة يا ليل                | ناجي                    | عزت العلايلي                                                          | 2003                       |
| الحقيقة والسراب             | باسم                    | فيفي عبده - يوسف شعبان                                                | 2003                       |
| أوراق مصرية                 | نسيم                    | كمال أبو رية                                                          | 2003                       |
| جسر الخطر                   | خالد                    | صلاح السعدني                                                          | 2003                       |
| ذنوب الأبرياء               | أحمد حمدي               | عزت أبو عوف -بوسي                                                     | 2003                       |
| زمن عماد الدين              | نادر                    | مادلين طبر - حسن حسني - دنيا سمير غانم - وائل نور - عبد المنعم مدبولي | 2002                       |
| شمس منتصف الليل             | يوسف                    | سمية الألفي                                                           | 2002                       |
| الأحلام البعيدة             | فهمي                    | كمال أبو رية                                                          | 2002                       |
| سوق العصر                   | طلعت                    | محمود ياسين - أحمد عبد العزيز[ ؟ ] - كمال أبو رية                     | 2001                       |
| حديث الصباح والمساء         | لطفى                    | ليلى علوي                                                             | 2001                       |
| لما التعلب فات              | حنبعل                   | محمود مرسي -يحيى الفخراني                                             | 2000                       |
| صراع الأقوياء               |                         | حسين فهمي - غادة عبد الرازق                                           | 1999                       |
| أم كلثوم                    | الملك فاروق             | صابرين-حسن حسني                                                       | 1999                       |
| زيزينيا[ ؟ ]                | بيتر                    | يحيى الفخراني-آثار الحكيم                                             | 1997                       |

## وصلات خارجية
- أحمد سعيد عبد الغني على موقع IMDb (الإنجليزية)
- أحمد سعيد عبد الغني على موقع الدهليز
- أحمد سعيد عبد الغني على موقع قاعدة بيانات الأفلام العربية
- صفحته على في الفن